# 王恭叛亂
王恭叛亂是東晉時期的一段歷史事件，分別於隆安元年（397年）及隆安二年（398年）發生，皆由當時的青、兗二州刺史王恭主動發起。王恭於第二次叛亂時被擒且被處死，不過至死仍堅持他起兵叛亂是出於他對朝廷的忠心。

## 第一次叛亂

### 背景
晉孝武帝在位期間，因為孝武帝沉溺於飲酒，朝政落於會稽王司馬道子之手，然而司馬道子信任奸佞之徒，尤其王國寶卑下的奉承司馬道子，很得司馬道子寵信。孝武帝自以司馬道子並非治國之才，又以王國寶與其寵信的王珣等不睦，於是先後任用了王恭為青兗二州刺史、郗恢為雍州刺史、殷仲堪為荊州刺史，用以藩鎮之力量拱衞王室，並支援在朝內的王珣等人。
太元二十一年（396年），孝武帝被張貴人所殺，因為突然暴死，故未及寫下遺詔命王珣、王雅等人為顧命大臣。司馬道子執掌朝政，寵信王國寶及王緒，更將重要權力授予他。王恭對此十分不滿，多次嚴肅的正言其非，令司馬道子十分忌憚並忿恨他。不久王恭入赴山陵，王緒就曾勸王國寶伺機伏兵擊殺王恭，卻遭王國寶拒絕；而亦有人勸王恭率兵誅除王國寶，但王恭在王珣勸說以及手握強兵的豫州刺史庾楷支持王國寶之下沒有實行。期間司馬道子將心腹放在王恭身邊，以圖和解，但王恭每論及時政都聲色俱厲，及至臨行回京口時亦嚴辭厲色的要司馬道子遠離奸，親掌萬機，更令王國寶畏懼。

### 經過
隆安元年（397年），王國寶被司馬道子升為尚書左僕射，更將東宮兵皆交給王國寶統領。而王國寶厭惡王恭和殷仲堪，於是勸司馬道子削其兵權。此舉卻令全國擾動不安，而王恭當時更整兵上表北伐，被司馬道子所阻。王恭亦於此時決心起兵誅除王國寶，於是派使者聯結荊州刺史殷仲堪。而當時桓玄知王恭不滿朝政，而他亦圖借殷仲堪之力量建功立業，於是力勸殷仲堪推王恭為盟主，起兵討伐王國寶。殷仲堪當時謀結郗恢及任南蠻校尉的堂兄殷顗，但二人皆不同意，於是殷仲堪猶豫不決，但王恭使者的到來令殷仲堪決定響應王恭。王恭知殷仲堪支持自己後大喜，於當年四月甲戌日（5月19日）正式上奏王國寶罪狀，起兵討伐。當時王恭亦引北府軍將領劉牢之為司馬。
次日，建康收到王恭的上表，內外戒嚴，王國寶十分惶恐，不知可作甚麼。而王緒則勸王國寶假傳司馬道子命令召王珣和車胤到來並誅殺，以除時望，並挾晉安帝和司馬道子出兵討伐王恭和殷仲堪。不過，王國寶召來二人後卻向二人問計，王珣於是以王國寶與王恭本無私怨，如此僅是權勢利益的問題的結果，要王國寶解兵投降；而車胤亦稱若王國寶派軍對抗王恭，王恭堅守京口而殷仲堪東下，二人夾擊，王國寶將難以對抗。王國寶聽後更恐懼，於是上請解職並赴朝堂待罪。但王國寶很快就後悔，又假稱詔命官復原職。而在此時，司馬道子為求平息亂事，於是將罪責都推諉給王國寶，並遣譙王司馬尚之收捕王國寶，於甲申日（5月29日）賜死王國寶並處決王緒，又遣使向王恭致歉。王恭於是罷兵回鎮京口。
而在荊州的殷仲堪卻以荊州道遠、形勢不接而一直沒有任何行動，直至得悉王國寶死後才開始軍事行動，但司馬道子寫信阻止後，殷仲堪也就罷軍了。第一次叛亂至此完結。

## 第二次叛亂

### 背景
王恭第一次舉兵逼得司馬道子犧牲王國寶以了事，亦令司馬道子對王恭和殷仲堪的勢力十分忌憚，於是引用了有才略的司馬尚之和司馬休之兄弟為心腹。而司馬尚之勸司馬道子多樹藩鎮以對抗王、殷勢力，司馬道子於是在隆安二年（398年）以其司馬王愉為江州刺史。當時司馬道子將原本由庾楷都督的豫州四郡劃了給王愉都督，令庾楷十分不滿，於是上表稱豫州與北方外族政權接壤，不宜分由二人都督。但司馬道子拒絕收回命令，由是令庾楷憤怒。

### 經過
憤怒的庾楷派了兒子庾鴻勸王恭起兵討伐司馬尚之兄弟，以防他們假借朝權削弱藩鎮的圖謀得逞。王恭同意，於是通告殷仲堪和新任廣州刺史的桓玄，二人亦推桓玄為盟主，刻期同取建康。司馬道子得悉庾楷與王恭共謀起兵，試圖勸服對方，但庾楷堅持，更指當日司馬道子因不能抵抗王恭而犧牲王國寶以求了事，令他不敢為其盡心效命。朝廷知庾楷不能被勸服，於是內相憂懼，內外戒嚴。
當時殷仲堪以斜絹寫書並藏於箭幹之中，借庾楷手交給王恭以避過江津要地巡邏兵卒的檢查。不過王恭收到時因絹布歪斜而令字跡難以辨認由誰所寫，王恭自疑是庾楷假造的，更以第一次叛亂時殷仲堪沒有行動，於是首先行動，於七月上表討伐王愉和司馬尚之兄弟，又派何澹之和孫無終率兵至句容。不過殷仲堪其實見王恭第一次叛亂後聲望大增，認為王恭必勝；而且自己在當時也沒有甚麼行動，於是積極參與，先遣楊佺期率五千水軍與桓玄作前鋒，自己則領二萬兵在後，一直沿江東下。
桓玄與楊佺期一直東下，至八月到達湓口，新到州的王愉因沒作準備而出逃臨川但被桓玄偏師所俘。九月辛卯日（9月28日），朝廷加司馬道子黃鉞，以會稽世子司馬元顯為征討都督，以王珣、謝琰討王恭、司馬尚之討庾楷。至己亥日（10月6日），庾楷於牛渚大敗給司馬尚之，被逼投奔桓玄。但至乙巳日（10月12日），桓玄在白石大敗朝廷軍隊，並與楊佺期進兵橫江，司馬尚之退走而司馬恢之的水軍全軍覆沒。朝廷軍於是分守石頭城和建康附近以作防備。
而王恭當時亦因逼司馬道子誅王國寶的事而感到十分威風，亦因他自負其才能和門閥地位，對倚靠作爪牙的劉牢之待遇不厚，僅當他是普通將領看待。不過劉牢之對此其實十分憤恨，司馬元顯於是派了同為北府軍將領出身的高素去遊說劉牢之，並許事成後以他接任王恭的本職，劉牢之於是答應。當時王恭從何澹之口中得知劉牢之意圖叛變，但王恭以他們二人之間有私怨而不信，但及後就與他結為兄弟，並將手下精兵交給他，命其為前鋒進攻建康。然而，劉牢之至竹里就叛降朝廷，派劉敬宣和高雅之倒戈攻伐王恭。王恭兵敗逃亡，不久被捕並被處死。
王恭死後，楊佺期等沒有離去，反已進兵石頭城，司馬元顯命丹楊尹王愷至石頭城抵抗。不過此時劉牢之率兵入赴建康，嚇得楊佺期和桓玄退還蔡洲。雖然二人後撤但仍接近建康，而殷仲堪大軍亦在蕪湖，因朝廷對荊州軍隊的虛實並不清楚，故此內部十分憂慮。而左衞將軍桓脩當時就向司馬道子建議利誘桓玄和楊佺期二人，令其倒戈背叛殷仲堪。司馬道子聽從並以桓、楊二人分別任江州和雍州刺史，而由桓脩代殷仲堪為荊州刺史，貶殷仲堪為廣州刺史。殷仲堪知道後大怒，下令桓玄等進攻，只是桓玄心中卻想接受，猶豫未決；而殷仲堪亦聽聞楊佺期也想接受朝命，於是因畏懼而後撤。桓玄等亦狼狽西退，至尋陽與殷仲堪相遇，並結成聯盟，以桓玄為盟主，皆不受朝命，並為王恭申冤和求誅劉牢之及司馬尚之。朝廷對此十分忌憚，唯有罷去桓脩官職並讓殷仲堪復職，更下詔慰問，尋求和解。最終楊佺期、桓玄和殷仲堪皆接受朝命，各還所鎮。第二次叛亂平息。

## 影響
- 第二次的叛亂中，司馬元顯主掌了對王恭、殷仲堪等軍的戰事，當時朝內更有人稱司馬元顯有晉明帝之風。戰後司馬道子患病並且酗酒，司馬元顯就趁其聲望下滑奪取了揚州刺史職務，及後更錄尚書事，掌握了東晉朝廷。
- 殷仲堪、桓玄和楊佺期三人在第二次叛亂後分據荊、江、雍三州，殷仲堪雖與楊佺期互相結援，但卻一直阻止楊佺期舉兵消滅桓玄，因怕桓玄死後殷仲堪自己無力控制楊佺期兄弟。桓玄亦意識到二人對自己造成的危機，於是有了日後消滅二人勢力的計劃，並最終造就桓玄坐大並割據荊、江兩個重要州境。
- 劉牢之在兩次叛亂中皆有參與，其中在第二次叛亂中臨陣歸降朝廷更直接消滅了王恭，大大影響戰局。劉牢之接替王恭職位後，他憑藉北府軍勢力就控制了京口和廣陵等地[14]，亦是司馬元顯日後所倚重對抗桓玄的軍事力量，而劉牢之的取向在日後亦直接影響司馬元顯所掌握朝廷與桓玄之間衝突的結果。
- 第二次叛亂中，五斗米道首領孫泰亦曾為司馬道子舉兵對抗王恭等，亦深得司馬元顯信任[15]。不過孫泰因見東晉內戰，認為晉室將亡，意圖謀反，終被司馬道子所殺，間接令其侄孫恩率其餘眾屢次侵襲三吳地區，是為孫恩之亂。